# Bảo tàng Lịch sử ở Wrocław
Bảo tàng Lịch sử ở Wrocław (tiếng Ba Lan: Muzeum Historyczne we Wrocławiu) là một bảo tàng nằm trong tòa nhà nơi trước đây là Cung điện Hoàng gia, tọa lạc tại số 35 Phố Casimir Đại đế, Wrocław, Ba Lan. Bảo tàng là một trong sáu chi nhánh của Bảo tàng Thành phố Wrocław (MMW).  

## Lịch sử
Bảo tàng Lịch sử ở Wrocław được thành lập vào năm 1948. Ba năm sau, Bảo tàng trở thành một chi nhánh của Bảo tàng Quốc gia ở Wrocław. Bảo tàng trở thành một tổ chức độc lập vào năm 1971. Trụ sở của Bảo tàng là Tòa thị chính Wrocław và Sảnh vải. Năm 2000, các bộ sưu tập của Bảo tàng được chuyển đến trụ sở hiện tại là Cung điện Hoàng gia (Spätgen).
Nhờ sự hỗ trợ từ Quỹ Phát triển Khu vực Châu Âu, công trình cải tạo và hiện đại hóa Cung điện Hoàng gia kéo dài 7 năm (mở rộng cầu thang, lắp đặt thang máy, thay mới trần nhà, cửa sổ và cửa ra vào) được hoàn thành vào năm 2008. Bảo tàng cũng được trang bị hệ thống nghe nhìn nhằm giúp khách tham quan hiểu sâu hơn về các cuộc triển lãm. Bảo tàng chính thức khai trương diện mạo mới vào ngày 19 tháng 4 năm 2009.    

## Triển lãm
Bảo tàng Lịch sử ở Wrocław trưng bày các hiện vật và kỷ vật có liên quan đến lịch sử của Wrocław và Dolnośląskie. Đặc biệt, Bảo tàng giới thiệu một cuộc triển lãm thường trực có tên là "1000 năm Wrocław", được thiết kế để dẫn dắt khách tham quan đi qua một thiên niên kỷ tồn tại của Wrocław.